# Seznam slovenskih vodotokov z izlivom v Italiji
Seznam slovenskih vodotokov z izlivom v Italiji
Seznam slovenskih vodotokov, ki tečejo preko državne meje z Italijo in so del Jadranskega povodja. Vsi se izlivajo v Tržaški zaliv. Našteti od severa proti jugu so:
- Nadiža (slovenski pritoki: Plazi potok [mrtva povezava], Črni potok [mrtva povezava], Globotnik [mrtva povezava], Jamnik [mrtva povezava] Bela [mrtva povezava], Mostiščarka [mrtva povezava], Zgorivec [mrtva povezava], Na plazu [mrtva povezava], Rapid [mrtva povezava])
- Legrada [mrtva povezava]
- Idrija (narečno Juruda) (slovenski pritoki: Vogrinka [mrtva povezava], Babnik [mrtva povezava], Mirnik [mrtva povezava])
- Koren (tudi Kvornica) [mrtva povezava]
- Reka (slovenski pritoki: Kožbanjšček [mrtva povezava], Beljski potok [mrtva povezava], Šebeč [mrtva povezava], Vedrijanšček [mrtva povezava], Imenjščica (tudi Govajnik) [mrtva povezava]
- Fedrih [mrtva povezava]
- Oblenč [mrtva povezava] (slovenska pritoka: Donank in Končnar)
- Birša [mrtva povezava] (slovenski pritok: Kojnica [mrtva povezava])
- Čubnica [mrtva povezava]
- Pevmica [mrtva povezava] (slovenski pritok: Slatovnik [mrtva povezava] (v Italiji pritok reke Soče)
- Soča s pritoki
- prekop Koren [mrtva povezava]
- Vipava s pritoki
- Timava* [mrtva povezava]
- Glinščica [mrtva povezava] (slovenska pritoka: Krvavi potok [mrtva povezava] in Grižnik [mrtva povezava])
- Osapska reka [mrtva povezava]
- Škofijski potok [mrtva povezava]